# Sentència arbitral
La Sentència arbitral, és un document creat pel rei Pere II de València, el Cerimoniós, per trencar les disputes entre les localitats de Vila-real, Borriana, Almassora i Castelló de la Plana per qüestions del repartiment de les aigües del riu Millars.

## Origen de la sentència
L'origen dels assuts al Termet de Vila-real data de l'època de la primera sentència, promulgada pel rei Jaume I d'Aragó, la qual només reunia els drets de les localitats de reialenc a gaudir l'aigua del riu. Al principi, no va haver-hi problemes, però amb el pas dels anys, Vila-real, es va apoderar de les aigües, ja que el seu assut era el primer de tots. Per solucionar el problema, els soldats reials acudien a Vila-real i confiscaven l'aigua per traslladar-la a Borriana, la localitat on residia el Rei, fet que deixaria Almassora i Castelló de la Plana sense ella.

## L'acord

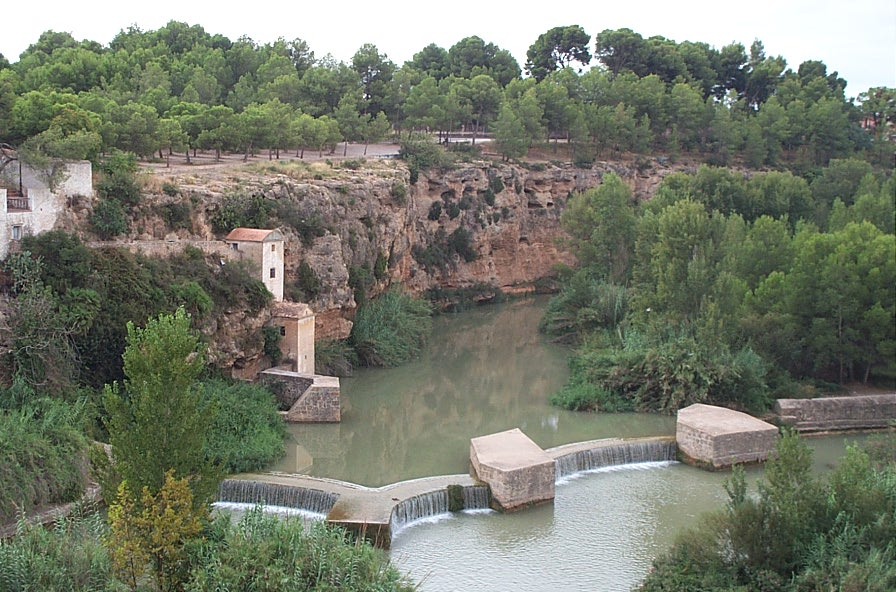
Assut de Vila-real.

Per solucionar tots els problemes, Pere II va promulgar l'acord pel qual les localitats de Vila-real, Borriana, Almassora i Castelló de la Plana gaudirien de l'aigua conforme als horts que tenien respecte a un hort tipus.
Després que els ajuntaments mesuraren els seus horts, cadascun va enviar un home de la localitat a realitzar els mesuraments oportuns del cabal del riu. Cada dia, els mesuraments els feien dos homes (dues localitats), mentre que els altres dos atestaven en favor de les seues respectives localitats. En l'actualitat, l'acord segueix en vigor, però ha variat molt respecte a l'acord original.

## Conseqüències
- Actualment, els mesuraments es fan automàticament cada cert temps.[2]
- Els assuts de Borriana, Castelló de la Plana i Almassora es troben actualment al paratge de Santa Quiteria, encara que al principi, es trobaven al Termet de Vila-real.[3]
- La Vall d'Uixó i Nules també gaudeixen de l'aigua del riu, gràcies a la prolongació de la séquia de l'assut de Borriana.[4]
- Almassora i Castelló de la Plana comparteixen assut i séquia fins a Almassora, on es bifurca en dues que formen la Séquia Major de Castelló.[5]
- És la base de totes les séquies cristianes de la Plana de Castelló.[1]
- L'acord és el germen de la Comunitat de Regants de la Plana, propietària del naixement del riu Millars i les fonts que el proveeixen.[6]
- Tota l'aigua que porta el riu des de l'embassament del Sitjar, s'acaba en l'assut d'Almassora-Castelló de la Plana, l'aigua que porta des d'ací fins a la desembocadura procedeix de la desembocadura de les séquies de la zona.[7]
- L'assut de Borriana gaudeix d'extraterritorialitat respecte al terme municipal d'Almassora; en el cas del d'Almassora-Castelló de la Plana, el comparteixen territorialment.[8]